# 2-й пехотный полк (Австро-Венгрия)
2-й Венгерский пехотный полк (нем. Ungarisches Infanterie-Regiment Nr. 2) — венгерский пехотный полк Единой армии Австро-Венгрии.

## История
Образован в 1741 году как 2-й Венгерский пехотный полк «Уйварьи» (нем. Ungarisches Infanterie-Regiment «Ujváryi» Nr. 2). В разное время в названии полка присутствовали разные его покровители: эрцгерцог Карл (в 1749 году), эрцгерцог Фердинанд (в 1761 году); с 1805 по 1848 годы полк просто назывался 2-м пехотным полком Австрийской империи, с 1848 года покровителем полка стал Александр I, российский император, с 1894 и до начала Первой мировой войны покровителем полка был российский император Николай II.
Штаб-квартира — Надьсебен, место вербовки солдат — Брашов и Сибиу. Участвовал в Семилетней войне, в Наполеоновских войнах и Австро-итало-прусской войне. Национальный состав полка по состоянию на 1914 год: 61% — венгры, 27% — румыны, 12% прочие национальности. Состоял из 4 батальонов: 1-й базировался в Сибиу, 2-й, 3-й и 4-й — в Брашове.
Отличительной особенностью полка в XVIII веке, как и у всех венгерских полков, была униформа: пехота носила белые немецкие мундиры с золотой отделкой, цветными бутоньерками и чёрными галстуками, яркие цветные штаны и суконные наколенники «шаливари». У 2-го пехотного полка отличительной особенностью было ношение традиционных гусарские ташек. Основным оружием солдат 2-го полка, как и у всех венгерских полков, были ружья со штыками и пехотные сабли.
В 1915 году полк отправился на Итальянский фронт Первой мировой войны, где участвовал в нескольких битвах при Изонцо. В ходе так называемых реформ Конрада с июня 1918 года число батальонов было сокращено до трёх, и 4-й батальон был расформирован.

## Командиры полка
- После 1805: полковник Филипп Август Фридрих фон Гессен-Гомбург
- 1826: полковник Йозеф фон Радль (нем. Joseph von Radl)
- 1859: полковник Василий (Базиль) Манкош (нем. Basil Mankosch)[11]
- 1865: полковник Отто Вельзерсхаймб (нем. Otto Welsersheimb)[12]
- 1879 — после 1895: полковник Базилиус (Блазиус) Секулич (нем. Basilius (Blasius) Sekulich)[13]
- 1900: полковник Феликс Кеменович (нем. Felix Kemenović)
- 1903—1906: полковник Михаэль Шандру (нем. Michael Schandru)
- 1906—1909: полковник Лукас Шнярич (хорв. Lukas Šnjarić)[14]
- 1910—1911: полковник Теодор Стипек (нем. Theodor Stipek), позже командир 15-й пехотной бригады
- 1913—1914: полковник Густав Бон фон Блюменштейн (нем. Gustav Bohn von Blumenstern)
- 1914: полковник Рудольф Кренн (нем. Rudolf Krenn)[1]

## Известные военнослужащие
- Барон Карл фон Пфланцер-Бальтин (1855—1925), генерал-полковник (служил в 1888 году)